# Calypso (Ron)
| Recensione              | Giudizio |
| ----------------------- | -------- |
| Dizionario del Pop-Rock | [ 1 ]    |
| 24.000 dischi           | [ 2 ]    |

Calypso è un album del cantautore italiano Ron, pubblicato dalla RCA nel 1983.
I brani sono stati composti interamente dallo stesso artista, ad eccezione di Isola in mezzo al mare, alla cui stesura ha partecipato anche Mauro Malavasi, che è arrangiatore e produttore del disco.

## Tracce

### LP
Lato A
Testi e musiche di Ron.
1. Sogno – 4:10
2. La nave va – 3:53
3. Arriverò a mezzogiorno – 3:50
4. Nervi a pezzi – 3:33
5. Cielo nero – 3:52

Lato B
Testi e musiche di Ron, eccetto dove indicato.
1. Per questa notte che cade giù – 4:32
2. Treno – 3:38
3. Li ho visti là – 4:04
4. Faccia da schiaffi – 4:03
5. Isola in mezzo al mare – 4:16 (Rosalino Cellamare, Mauro Malavasi)

## Formazione
- Ron - voce, cori, pianoforte, chitarra acustica
- Mauro Malavasi - tastiera, sintetizzatore
- Jimmy Villotti - chitarra elettrica, chitarra sintetica
- Ricky Portera - chitarra elettrica, chitarra classica
- Fabio Liberatori - tastiera
- Davide Romani - basso
- Terry Silverlight - batteria
- Rudy Trevisi - percussioni, sax, batteria (brani: Nervi a pezzi e Per questa notte che cade giù)
- Roberto Costa - cori

Note aggiuntive
- Mauro Malavasi - produttore, arrangiamenti
- Registrato e mixato negli studi Fonoprint di Bologna
- Roberto Costa - ingegnere delle registrazioni e del mixaggio
- Vic Troiani - assistente ingegnere delle registrazioni
- Trasferimento su disco: Piero Mannucci - RCA
- Toto Bumbica - grafica copertina album
- Maria Pia Parisi - lettering
- Ambrogio Lo Giudice - art director copertina album
- Nadir e Roberto Serra - foto copertina album
- Tobia Righi e Paolo Granini - organizzazione generale[3]